# José Ángel Carrillo
José Ángel Carrillo Casamayor (Murcia, 7 gennaio 1994) è un calciatore spagnolo, attaccante del Chongqing Tonglianglong.